# Palauet Guerreirinho
El Palauet Guerreirinho és un edifici considerat "notable" de la ciutat de Faro.Fou construït per l'arquitecte Norte Júnior, en estil neoclàssic, a petició de Francisco Guerreiro Pereira Júnior, i es conclogué al 1936.
L'interior conté interessants trams decoratius a les parets, en concret una del Palauet da Fonte da Pipa, a Loulé (abans també pertanyent als mateixos propietaris).
L'edifici desemboca en dos carrers (Ventura Coelho i Infant D. Henrique), i a la cantonada s'alçà als anys 1970 un altre edifici i en les excavacions aparegué part d'un valuós mosaic romà hui exposat al Museu Municipal de Faro, per tant és probable que sota els fonaments del Palauet Guerreirinho es troben importants restes de la mateixa època.
El Palauet Guerreirinho funciona, des de fa dècades, com a seu d'Oficials de les Forces Armades.